# 瓦列里·列昂季耶夫

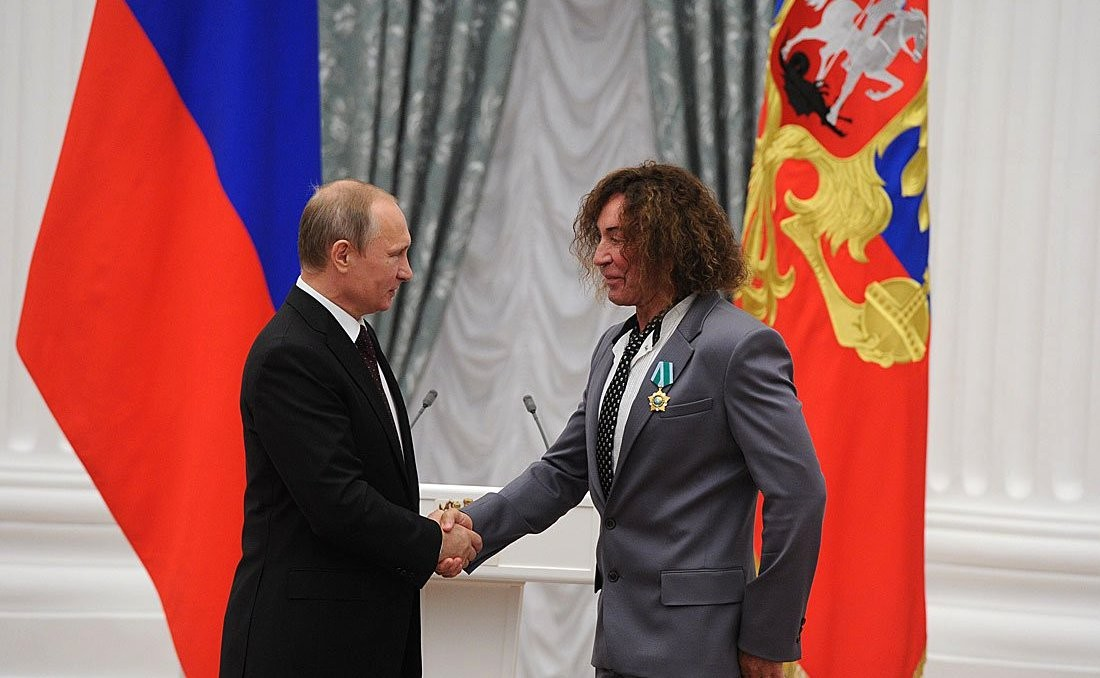
2014年7月31日接受俄罗斯总统普京颁发友谊勋章

瓦列里·雅科夫列维奇·列昂季耶夫（1949年3月19日—），俄罗斯流行音乐歌手。

## 荣誉

### 勋章
- 四级祖国功勋勋章，2005年3月19日。为表彰他对音乐发展的巨大贡献。
- 荣誉勋章，2009年。
- 友谊勋章，2014年。

### 头衔
- 俄罗斯人民艺术家，1996年。
- 乌克兰功勋艺术家，1987年。
- 科米共和国人民艺术家，2009年。
- 萨哈共和国荣誉国民，2014年。